# Arachotia
Arachotia is een geslacht van vlinders van de familie bloeddrupjes (Zygaenidae), uit de onderfamilie Procridinae.

## Soorten
- A. aenea Jordan, 1908
- A. euglenia Jordan, 1908
- A. flaviplaga Moore, 1879
- A. hyalina Hering, 1925
- A. quadricolor (Semper, 1898)
- A. vespoides Moore, 1879